# وایتکراس، شهرستان آرما
وایتکراس (به انگلیسی: Whitecross) یک روستا در بریتانیا است. وایتکراس ۳۵۲ نفر جمعیت دارد.